# ONE MORE LAP!
『ONE MORE LAP!』（ワンモアラップ）は、エフエム北海道（AIR-G'）で放送していたラジオ番組。